# شب‌رنگی
شب‌رنگی (نام علمی: Boerhavia) نام یک سرده از تیره گل‌کاغذیان است.

## نگارخانه

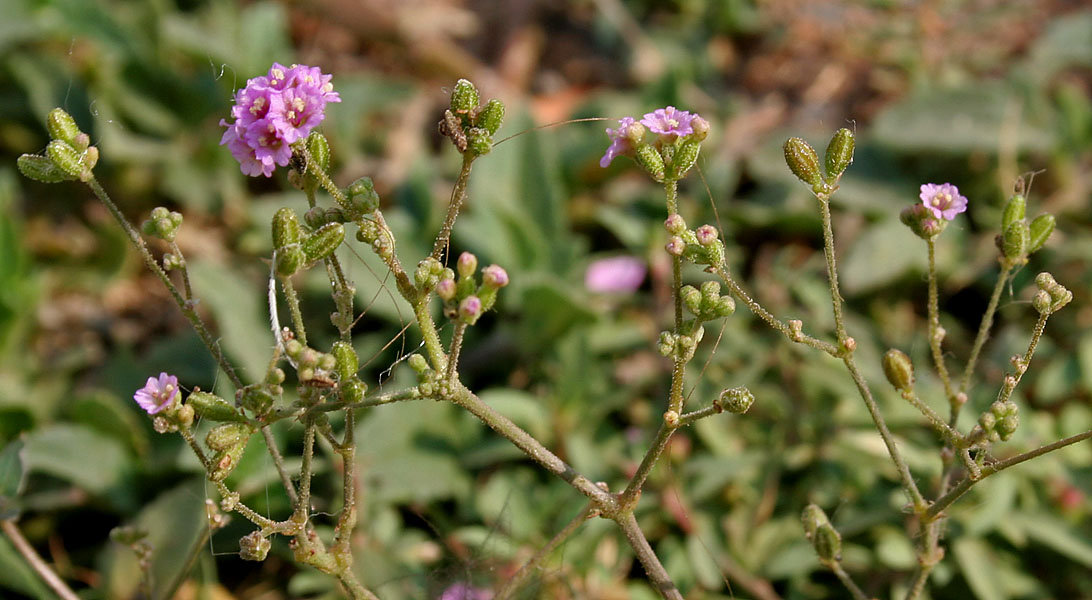
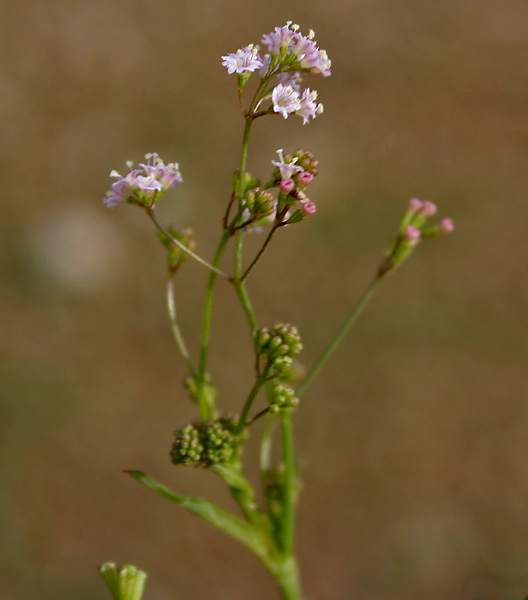
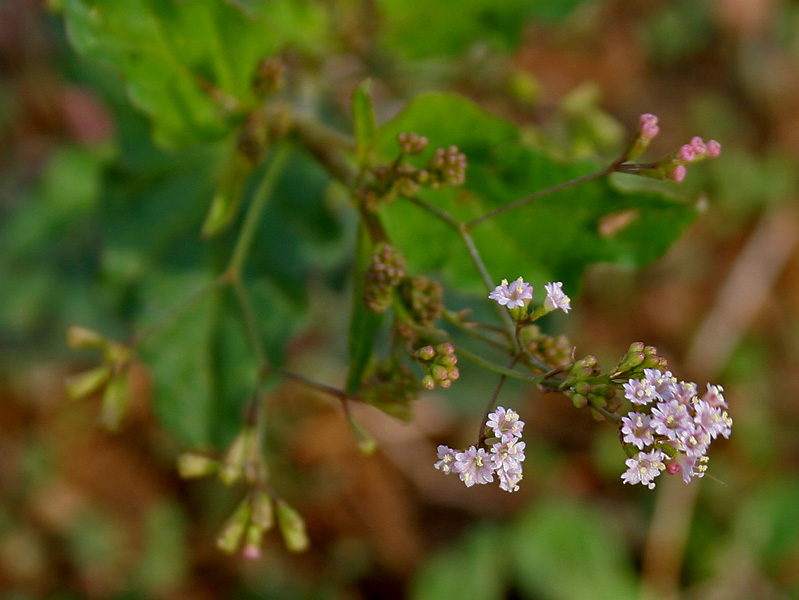
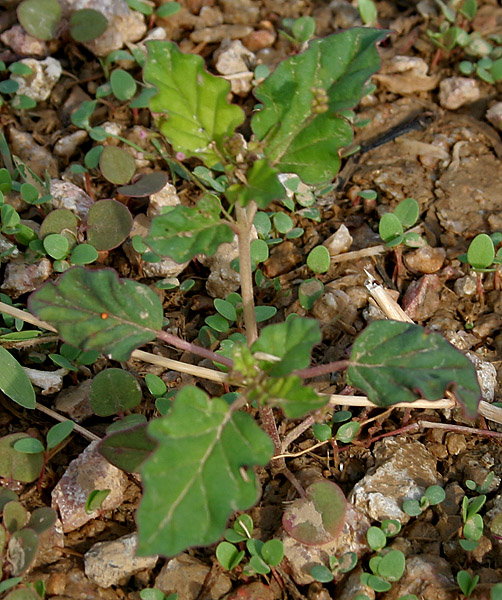